# 927-й истребительный авиационный полк

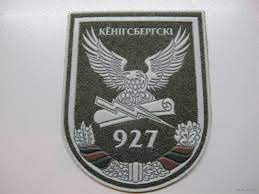
Нарукавный шеврон 927-й иап

927-й истребительный авиационный Кёнигсбергский Краснознамённый ордена Александра Невского полк (927-й иап) — воинская часть Военно-Воздушных сил (ВВС) Вооружённых Сил РККА, принимавшая участие в боевых действиях Великой Отечественной войны, переданная в состав ВВС Белоруссии.
Ныне существует как 927-й центр подготовки и применения беспилотных авиационных комплексов (бел. 927-ы цэнтр падрыхтоўкі і ўжывання беспілотных авіяцыйных комплексаў)

## Наименования полка
- 927-й истребительный авиационный полк;
- 927-й истребительный авиационный ордена Александра Невского полк;
- 927-й истребительный авиационный Кёнигсбергский ордена Александра Невского полк;
- 927-й истребительный авиационный Кёнигсбергский Краснознамённый ордена Александра Невского полк;
- 927-й истребительный авиационный Кёнигсбергский Краснознамённый ордена Александра Невского полк ВВС Республики Беларусь;
- 927-я истребительная авиационная база ВВС Республики Беларусь;
- 927-й Кёнигсбергский Краснознамённый ордена Александра Невского центр подготовки и применения беспилотных авиационных комплексов ВВС Республики Беларусь;
- Полевая почта 55782.

## Создание полка
927-й истребительный авиационный полк формировался в период с 29 мая 1942 года по 1 июля 1942 года при Руставской военной авиационной школе пилотов на самолётах ЛаГГ-3.

## Переименование полка
- 927-й истребительный авиационный Кёнигсбергский Краснознамённый ордена Александра Невского полк при распаде СССР был передан 1 января 1992 года в состав ВВС Белоруссии.
- В 1993 году 927-й истребительный авиационный Кёнигсбергский Краснознамённый ордена Александра Невского полк был переименован в 927-ю истребительную авиационную Кёнигсбергскую Краснознамённую ордена Александра Невского базу ВВС Республики Беларусь

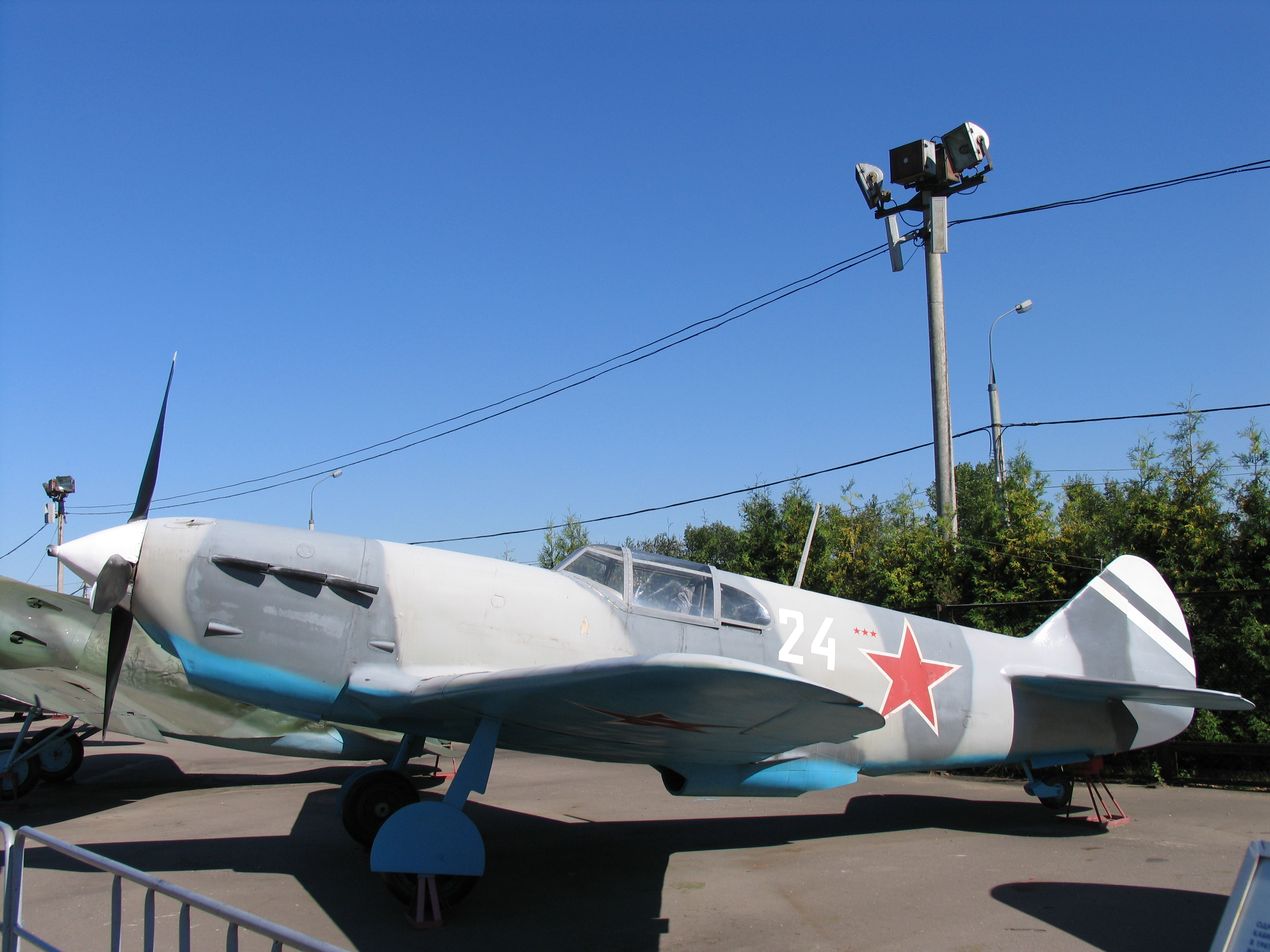
ЛаГГ-3

- 927-я истребительная авиационная Кёнигсбергская Краснознамённая ордена Александра Невского база ВВС Республики Беларусь 24 августа 2010 года была переименована в 927-й Кёнигсбергский Краснознамённый ордена Александра Невского Центр подготовки и применения беспилотных авиационных комплексов ВВС Республики Беларусь.

## В действующей армии
В составе действующей армии:
- с 22 июня 1942 года по 2 сентября 1942 года,
- с 6 июня 1943 года по 9 ноября 1943 года,
- с 8 июля 1944 года по 9 мая 1945 года.

## Командиры полка
| Звание | Имя                        | Период                  | Примечание |
| ------ | -------------------------- | ----------------------- | ---------- |
| майор  | Дзуцев Михаил Антонович    | 30.05.1942 — 03.05.1943 |            |
| майор  | Тихонов Павел Петрович     | 03.05.1943 — 07.10.1944 |            |
| майор  | Семёнов Евгений Михайлович | 21.10.1944 — 21.12.1944 |            |
| майор  | Зеленов Павел Тихонович    | 21.12.1944 — 1946       |            |

## В составе соединений и объединений
| Период        | Фронт (округ)                                         | армия                            | корпус                                | дивизия                                            | примечание                                                                                             |
| ------------- | ----------------------------------------------------- | -------------------------------- | ------------------------------------- | -------------------------------------------------- | --- |
| 29.05.1942 г. | Закавказский военный округ                            | ВВС округа                       |                                       | Руставская ВАШП                                    | Рустави, ЛаГГ-3                                                                                        |
| 19.07.1942 г. | Закавказский фронт                                    | 46-я армия                       | ВВС 46-й армии                        |                                                    | ЛаГГ-3                                                                                                 |
| 28.08.1942 г. | Закавказский фронт                                    | 4-я воздушная армия              | Северная группа Закавказского фронта  | 219-я бомбардировочная авиационная дивизия         | ЛаГГ-3                                                                                                 |
| 02.09.1942 г. | Закавказский фронт                                    | 4-я воздушная армия              | Северная группа Закавказского фронта  | 219-я бомбардировочная авиационная дивизия         | Передал самолёты ЛаГГ-3 с лётчиками в 926-й иап и убыл на доукомплектование                            |
| 09.09.1942 г. | Закавказский военный округ                            | ВВС округа                       |                                       | 26-й запасной истребительный авиационный полк      | ст. Сандары Грузинской ССР, доукомплектован                                                            |
| 21.12.1942 г. | Московский военный округ                              | ВВС округа                       |                                       | 14-й запасной истребительный авиационный полк      | Иваново, Ла-5                                                                                          |
| 06.06.1943 г. | Воронежский фронт                                     | 2-я воздушная армия              | 5-й истребительный авиационный корпус | 8-я гвардейская истребительная авиационная дивизия | Ла-5                                                                                                   |
| 09.07.1943 г. | Воронежский фронт                                     | 2-я воздушная армия              | Резерв 2-й воздушной армии            |                                                    | Передал все Ла-5 и 14 лётчиков в 41-й гв. иап, выведен в резерв армии для укомплектования и пополнения |
| 24.09.1943 г. | Воронежский фронт                                     | 2-я воздушная армия              | 5-й истребительный авиационный корпус | 8-я гвардейская истребительная авиационная дивизия | Ла-5                                                                                                   |
| 20.10.1943 г. | 1-й Украинский фронт                                  | 2-я воздушная армия              | 5-й истребительный авиационный корпус | 8-я гвардейская истребительная авиационная дивизия | Ла-5                                                                                                   |
| 10.11.1943 г. | Московский военный округ                              | ВВС округа                       |                                       | 14-й запасной истребительный авиационный полк      | Иваново, доукомплектован, Ла-5                                                                         |
| 10.12.1943 г. | Резерв Верховного Главнокомандования                  | Авиация Резерва ВГК              |                                       | 330-я истребительная авиационная дивизия           | Тула, Ла-5                                                                                             |
| 08.07.1944 г. | 3-й Прибалтийский фронт                               | 14-я воздушная армия             |                                       | 330-я истребительная авиационная дивизия           | Ла-5                                                                                                   |
| 18.10.1944 г. | 3-й Белорусский фронт                                 | 1-я воздушная армия              |                                       | 330-я истребительная авиационная дивизия           | Ла-5                                                                                                   |
| 09.05.1945 г. | 3-й Белорусский фронт                                 | 1-я воздушная армия              |                                       | 330-я истребительная авиационная дивизия           | Ла-5                                                                                                   |
| 10.06.1945 г. | Группа советских оккупационных войск в Германии       | 1-я воздушная армия              |                                       | 330-я истребительная авиационная дивизия           | Ла-5, аэродром Гутенфельд, Восточная Пруссия                                                           |
| 25.07.1945 г. | Ленинградский военный округ                           | 13-я воздушная армия             |                                       | 330-я истребительная авиационная дивизия           | Ла-5, аэродром Кречевицы Новгородская область                                                          |
| 20.02.1949 г. | Ленинградский военный округ                           | 76-я воздушная армия             |                                       | 330-я истребительная авиационная дивизия           | Ла-7                                                                                                   |
| 15.03.1952 г. | Центральная группа войск                              | 59-я воздушная армия             |                                       | 330-я истребительная авиационная дивизия           | Кечкемет, Венгрия, МиГ-15                                                                              |
| 01.06.1952 г. | Центральная группа войск                              | 59-я воздушная армия             |                                       | 330-я истребительная авиационная дивизия           | Кечкемет, Венгрия, МиГ-17                                                                              |
| 20.11.1952 г. | Центральная группа войск                              | 59-я воздушная армия             |                                       | 330-я истребительная авиационная дивизия           | Штрасхоф-ан-дер-Нордбан, Австрия, МиГ-17                                                               |
| 01.09.1955 г. | Белорусский военный округ                             | 26-я воздушная армия             |                                       | 330-я истребительная авиационная дивизия           | Берёза, МиГ-17                                                                                         |
| 01.09.1956 г. | Белорусский военный округ                             | 26-я воздушная армия             |                                       | 330-я истребительная авиационная дивизия           | Берёза, МиГ-19                                                                                         |
| 01.08.1960 г. | Белорусский военный округ                             | 26-я воздушная армия             |                                       | 95-я истребительная авиационная дивизия            | Берёза, МиГ-19                                                                                         |
| 01.09.1962 г. | Белорусский военный округ                             | 26-я воздушная армия             |                                       | 95-я истребительная авиационная дивизия            | Берёза, МиГ-21                                                                                         |
| 01.04.1980 г. | Белорусский военный округ                             | ВВС Белорусского военного округа |                                       | 95-я истребительная авиационная дивизия            | Берёза, МиГ-21                                                                                         |
| 26.06.1983 г. | Ограниченный контингент советских войск в Афганистане | 40-я армия                       | 34-й смешанный авиационный корпус     |                                                    | Баграм, Шинданд, МиГ-21БИС                                                                             |
| 26.07.1984 г. | Белорусский военный округ                             | ВВС Белорусского военного округа |                                       | 95-я истребительная авиационная дивизия            | Берёза, МиГ-21БИС                                                                                      |
| 01.09.1986 г. | Белорусский военный округ                             | ВВС Белорусского военного округа |                                       | 95-я истребительная авиационная дивизия            | Берёза, МиГ-29                                                                                         |
| 01.05.1988 г. | Белорусский военный округ                             | 26-я воздушная армия             |                                       | 95-я истребительная авиационная дивизия            | Берёза, МиГ-29                                                                                         |
| 01.01.1989 г. | Белорусский военный округ                             | 26-я воздушная армия             |                                       |                                                    | Берёза, МиГ-29                                                                                         |
| 01.01.1992 г. | ВВС Белоруссии                                        | 26-я воздушная армия             |                                       |                                                    | Берёза, МиГ-29                                                                                         |

## Участие в сражениях и битвах
| Ла-7 | Ла-5 | ЛаГГ-3 |

Великая Отечественная война (1942—1945):
- - Воздушные сражения на Кубани с 6 июня 1943 года
  - Курская битва с 5 июля 1943 года по 9 июля 1943 года
  - Черниговско-Припятская операция с 24 сентября 1943 года по 30 сентября 1943 года.
  - Киевская наступательная операция с 3 ноября 1943 года по 9 ноября 1943 года.
  - Псковско-Островская операция — с 17 июля 1944 года по 31 июля 1944 года.
  - Тартуская операция — с 10 августа 1944 года по 9 сентября 1944 года.
  - Рижская операция — с 14 сентября 1944 года по 22 октября 1944 года.
  - Инстербургско-Кёнигсбергская операция — с 13 января 1945 года по 27 января 1945 года.
  - Восточно-Прусская операция — с 13 января 1945 года по 25 апреля 1945 года.
  - Кёнигсбергская операция — с 6 апреля 1945 года по 9 апреля 1945 года.
  - Земландская операция — с 13 апреля 1945 года по 24 апреля 1945 года.

Обучение венгерских лётчиков на самолёте МиГ-15 — с марта 1952 года по ноябрь 1952 года
Боевые действия в Республике Афганистан в 1983—1984 гг.

## Первая победа полка в воздушном бою
Первая известная воздушная победа полка в Отечественной войне одержана 25 августа 1942 года: старший лейтенант Петухов Л. М. в воздушном бою в районе города Моздок сбил немецкий истребитель Ме-109.

## Почётные наименования
927-му ордена Александра Невского истребительному авиационному полку за отличие в боях при овладении городом и крепостью Кёнигсберг присвоено почётное наименование «Кёнигсбергский»

## Награды
| МиГ-17 | МиГ-15 | МиГ-17 |

- 927-й истребительный авиационный полк за образцовое выполнение боевых заданий командования в боях при овладении городами Вормдитт, Мельзак и проявленные при этом доблесть и мужество Указом Президиума Верховного Совета СССР 5 апреля 1945 года награждён орденом Александра Невского.
- 927-й Кёнигсбергский ордена Александра Невского истребительный авиационный полк 23 февраля 1968 года Указом Президиума Верховного Совета СССР награждён орденом Красного Знамени.

## Благодарности Верховного Главнокомандования
За проявленные образцы мужества и героизма Верховным Главнокомандующим лётчикам полка в составе 8-й гв. иад объявлены благодарности:
- За овладение столицей Украины городом Киев[4]

За проявленные образцы мужества и героизма Верховным Главнокомандующим лётчикам полка в составе 330-й иад объявлены благодарности:
- За форсировании реки Великая[5]
- За овладение городом Тарту[6]
- За овладение городом Валга[7]
- За прорыв обороны немцев в Восточной Пруссии[8]
- За овладение городами Тильзит, Гросс-Скайсгиррен, Ауловенен, Жиллен и Каукемен[9]
- За овладение городом Инстербург[10]
- За овладение городами Тапиау, Алленбург, Норденбург и Летцен[11]
- За овладение городами Хайльсберг и Фридланд[12]
- За овладение городами Вормдитт и Мельзак[13]
- За овладение городом Хайлигенбайль[14]
- За разгром группы немецких войск юго-западнее Кёнигсберга[15]

## Отличившиеся воины
- Лабутин Константин Алексеевич, капитан, командир эскадрильи 927-го истребительного авиационного полка 330-й истребительной авиационной дивизии 1-й воздушной армии Указом Президиума Верховного Совета СССР 26 июня 1991 года удостоен звания Герой Советского Союза. Золотая Звезда № 11654.
- Куманичкин Александр Сергеевич, проходил службу в полку с июня по июль 1943 года, капитан, командир эскадрильи 41-го гвардейского истребительного авиаполка 8-й гвардейской истребительной авиационной дивизии, Указом Президиума Верховного Совета СССР 13 апреля 1944 года удостоен звания Герой Советского Союза. Золотая Звезда № 3672.

## Статистика боевых действий
Всего за годы Великой Отечественной войны полком:
| Выполнено боевых вылетов | Сбито самолётов в воздухе | Уничтожено самолётов всего |
| ------------------------ | ------------------------- | -------------------------- |
| 3061                     | 113                       | 113                        |

Свои потери:
| Потеряно самолётов, всего | Погибло лётчиков всего |
| ------------------------- | ---------------------- |
| 60                        | 19                     |

Боевые действия в Афганистане:
- 29 октября 1983 года, МиГ-21бис. Подбит ДШК юго-западнее Бамиана, загорелся. Лётчик катапультировался возле аэродрома и выжил.
- 11 мая 1984 года, четыре МиГ-21бис. Уничтожены на земле в результате ракетного обстрела аэродрома Баграм[17].

## Самолёты на вооружении
| Период      | Самолёты      |
| ----------- | ------------- |
| 1942 — 1943 | ЛаГГ-3        |
| 1943 — 1945 | Ла-5          |
| 1945 — 1950 | Ла-7          |
| 1950 — 1952 | МиГ-15        |
| 1952 — 1956 | МиГ-17        |
| 1956 — 1960 | МиГ-19        |
| 1960 — 1973 | МиГ-21Ф13     |
| 1973 — 1978 | МиГ-21СМ, СМТ |
| 1978 — 1986 | МиГ-21бис     |
| 1986 — 1992 | МиГ-29        |

| МиГ-21 | МиГ-29 | МиГ-21 бис |

## Базирование
| Период                  | Аэродромы                              |
| ----------------------- | -------------------------------------- |
| 07.1945 — 1947          | Кречевицы, Новгородская область        |
| 1947 — 15.03.1952       | Сиверский, Ленинградская область       |
| 15.03.1952 — 20.11.1952 | Кечкемет, Венгрия                      |
| 20.11.1952 — 01.09.1955 | Штрасхоф-ан-дер-Нордбан, Австрия       |
| 01.09.1955 — 13.06.1983 | Берёза (Берёза-Картузская), Белоруссия |
| 26.07.1983 — 26.07.1984 | Баграм, Шинданд, Афганистан            |
| 26.07.1984 — 01.01.1992 | Берёза (Берёза-Картузская), Белоруссия |

| МиГ-29 | МиГ-29 |